# Santiago K
Pour les articles homonymes, voir Santiago (homonymie).
 (février 2019).
Si vous disposez d'ouvrages ou d'articles de référence ou si vous connaissez des sites web de qualité traitant du thème abordé ici, merci de compléter l'article en donnant les références utiles à sa vérifiabilité et en les liant à la section « Notes et références ».
Santiago K est un village situé dans les Lipez, au Sud du Salar d'Uyuni en Bolivie. 
La population est majoritairement Quechua.

## Géographie
Le village se situe dans une vallée entre deux montagnes : le mont Qaral (4 930 m) à l'Ouest et le mont Llipi (4 844 m) au Nord-Est. Le village est à 3 775 mètres d’altitude. Plusieurs sources d'eau à proximité du village ont provoqué l’attrait pour cet endroit.

## Histoire
Le village est créé en 1490. Il est appelé Yaqicha pendant 130 ans. Puis, il prend le nom de Chuquilla. Le nom change de nouveau à la suite d'une histoire qui raconte qu’une jeune fille attrapa une palombe, la cacha et retrouva le lendemain à sa place l’image d’un cheval blanc, emblème de Santiago.  C’est alors que le village est appelé Santiago. Un K (sans signification) fut ajouté pour le différencier des autres Santiago très présents en Bolivie. La fête du village est le 25 juillet jour du saint patron, Santiago.

## Population
En 2018, 35 familles y vivent principalement de l’agriculture. On y produit du quinoa pour la vente et l’autoconsommation ainsi que différents légumes pour l’autoconsommation (pommes de terre, fèves, oignons…). Certains élèvent des lamas, principalement pour sa viande. Une école primaire et secondaire accueille environ 100 élèves dont certains des villages voisins. Les maisons sont souvent construites en adobe (brique de terre séchée) et toit de chaume fait avec une graminée locale le Paja. Les anciens du village parlent encore couramment et quotidiennement le Quechua.

## Monuments
On peut visiter entre 5 et 10 autels, chacun ayant sa propre signification et son propre usage.
L’église fut construite au XVIIe. Elle a un toit de chaume.
À 3 km à l'Est du village, le site archéologique du Laqaya est l’un des établissements précolombiens les plus importants des Lipez avec une ville fortifiée et plus de 300 ruines de maisons.